# Нколе (народ)

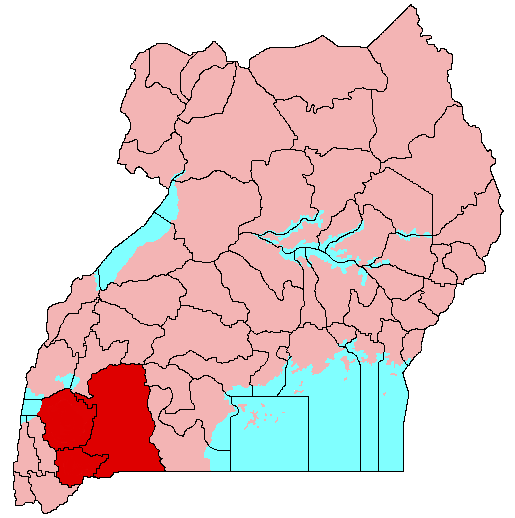
Анколе - историческая территория государства и расселения нколе (анколе) на юге Уганды (юг Западной области Уганды)

Нколе (или анколе, баньянколе, мн. ч. муньянколе) — бантусский народ, проживающий на юго-западе Уганды.

## Население
Численность нколе (баньянколе) по данным переписи населения 2024 года составляет 4 200 782 человек, являясь второй по численности этнической группой Уганды (после ганда) и составляя 9,5 % населения страны.  
Населяют юго-запад Уганды, в основном этносубрегион и историческую землю Анколе — на юго-востоке Западной области Уганды — в частности, следующие округа: Бушеньи, Нтунгамо, Мбарара, Кирухура, Ибанда, Исингиро.

## Язык
Говорят на языке руньянкоре.

## Письменность
(с кон. XIX века) На основе латинского алфавита.  

## Религия
Ньянколе придерживаются традиционных верований; есть христиане (католики и протестанты). Распространен культ предков. Мифический персонаж Вамара.

## Образование народа
Ньянколе сложились в результате смешения банту и нилотов; на стыке земледельческих и скотоводческих культур в XVI веке возникло раннегосударственное образование (Нкоре) во главе с верховным правителем (омугабе).

## Этническое расслоение
Распадаются на 2 группы: хима (скотоводы) и иру (земледельцы).

## Ремесла
Из ремесел развиты: плетение домашней утвари и циновок, кузнечное и гончарное. Н.-искусные охотники и воины.

## Образ жизни
Поселения типа крааль. Жилище малой семьи шлемовидной формы, на каркасе, с плетеной крышей из связок травы. Традиционная одежда из шкур и кожи с многочисленными украшениями, носится на одном плече. Основа пищи - растительные и молочные продукты. Имеют богатый фольклор, в том числе героические песни.

## Брак
Брак патрилокальный. Нормативная моногамия отсутствовала (появляется у христианизированной части населения). Распространена полигиния.

## История
См. также Анколе
Составляли этническую основу государства Анколе.
25 октября 1901 года Королевство Анколе было включено в британский протекторат Уганда в результате подписания колониального соглашения.